# Pepe Romero
Pepe Romero (Málaga, 8 de marzo de 1944) es un guitarrista clásico español quien también domina la guitarra flamenca. Comenzó sus estudios bajo la tutela de su padre Celedonio Romero importante guitarrista de su época. A los siete años dio su primer concierto junto a su padre. Desde su fundación hasta la actualidad forma parte del célebre cuarteto de guitarra "Los Romero".

## Técnica y características de la interpretación
Pepe Romero tiene una gran influencia del flamenco que combina con el repertorio de guitarra clásica así pues también combina recursos de la  técnica de la guitarra flamenca  como la alzapúa en una cuerda y el rasgueo. Goza de una extraordinaria técnica con una amplia sonoridad, tiene una fuerte pulsación y predomina el ataque "apoyando" en la mano derecha.
A pesar de su influencia flamenca su posición al tocar es con el pie izquierdo apoyado en una banqueta, como los clásicos, y la guitarra horizontal. Está considerado como un espléndido intérprete por su virtuosismo y su personalísimo estilo, que se puede definir como vigoroso y rítmico. 

En el momento antes de tocar y en la preparación de la técnica que incorporen un control para unir los sentidos y estudiar conscientemente la memoria tactual, visual o unir el deseo del sonido con lo que el cuerpo tiene que hacer para producirlo. Y, luego, aprender a estar en el momento, conseguir la tranquilidad que da esa preparación mental y física absoluta para poderte entregar por completo al momento y a la música, despreocupándote de cualquier cosa que sea ajena a hacer la música.
Pepe Romero en entrevista al diario Córdoba

## Actuaciones
Orquestas sinfónicas de Estados Unidos
Filadelfia, Cleveland, Chicago, Houston, Pittsburg, Boston, San Francisco y Dallas, así como con las filarmónicas de Nueva York y Los Ángeles, y la Boston Pops Orchestra. 
Orquestas sinfónicas europeas
Academy of St. Martín in the Fields, Filarmónica de Montecarlo, Orquesta Sinfónica de Londres, Orquesta de Cámara de Zúrich, Philharmonia Hungarica, Orquesta Estatal de Hungría, Orquesta Nacional de España, Orquesta de Radio Televisión Española, Orchestre de la Suisse Romande, Nueva Orquesta de Cámara de Moscú, Orquesta de Cámara de Lausanne, American Sinfonietta y Bournemouth Symphony, Orquesta Barroca de Granada, etc.
Orquesta sinfónica nacional de Colombia
Invitaciones especiales
Festivales de Salzburgo, Schleswig-Holstein, Menuhin, Osaka, Granada, Festival de la Guitarra de Córdoba, Estambul, Ravinia, Garden State, Hollywood Bowl, Blossom, Wolf Trap y Saratoga, Festival de Música Religiosa de Popayán Colombia, etc.
Recibió la orden Isabel la Católica de manos del rey Juan Carlos y el Premio Andalucía de Música. En 2018 le fue concedida la Medalla de Honor de la Real Academia de Bellas Artes de Granada. Formó junto con su padre y sus dos hermanos el grupo Los Romeros, con quienes actuó en la Casa Blanca, en la Ciudad del Vaticano ante el papa Juan Pablo II y ante el príncipe de Gales. Actualmente imparte clases magistrales en la Academia de Verano de Salzburgo y en el Festival de Schleswig-Holstein.

## Discografía
Discos
Romero es artista exclusivo de Philips desde los 14 años y ha grabado más de 50 conciertos con la orquesta Academy of Saint Martin in the Fields (ASMF) y Sir Neville Marriner.
- Noches de España
- Famous Spanish Guitar Music
- El arte de Pepe Romero
- A taught of my father
- Carulli and Molino Concertos
- Concierto de Aranjuez y Concierto Andaluz
- Fantasía Para Un Gentilhombre
- Flamenco
- Giuliani Guitar Concertos 1 and 3
- Gran Sonata Eroica
- Guitar
- Guitar Solos
- La Paloma
- Plays Villa-Lobos and Tedesco Concertos
- Sonatas for Guitar In C, (Sor op. 22 and 25)
- Rodrigo
- Rodrigo - Concierto para una fiesta
- Rodrigo Concertos
- Villa-Lobos
- Vivaldi
- Montsalvatge.Metamorfosis
- Torroba guitar concertos
- Vivaldi
- Bocherinni
- Mozart serenade
- Corazón español
- Opera Fantasy
- The ROMEROS (bIZET)
- Chiara concerto
- Nocturnos (Palomo)

Títulos
Extraídos de su web (no están todos):
- Flamenco Fenómeno! Recorded 1959 Contemporary LP S-9004 Re-release 1993 Contemporary CD CCD 14070-2
- Flamenco! Pepe Romero, Guitar. Recorded 1962 Mercury Living Presence MG-50297
- The Royal Family of the Spanish Guitar. Celedonio, Celin, Pepe and Angel Romero Recorded 1962 Mercury MG-50295
- The Romeros: Spain's Royal Family of the Guitar; Baroque Concertos and Solo Works. Recorded 1965 Mercury SR-90417
- An Evening of Flamenco Music: The Romeros; The Royal Family of the Spanish Guitar Recorded 1965 Mercury SR-90434
- The Romeros: The World of Flamenco Recorded 1967 Mercury SR2-9120
- Los Romeros: Die Könige der Spanischen Gitarre Recorded 1967, released on CD Philips CD 422 164-2
- The Romeros: Spain's Royal. Family of the Guitar; Vivaldi Guitar Concertos (San Antonio Symphony, V. Alessandro) Recorded 1968 Mercury SR-90487
- Rodrigo: First Recording: “Concierto Andaluz” for four guitars and orchestra, the Romeros; “Concierto de Aranjuez” for solo guitar and orchestra, Angel Romero (San Antonio Symphony, V. Alessandro) Recorded 1968 Mercury Philips CD SR-90488434 369-2
- Giuliani Guitar Concerto, Op. 30, (Pepe Romero) Rodrigo: “Concierto Madrigal” for two guitars (Angel and Pepe Romero) (ASMF, Neville Marriner) Recorded 1974 Philips LP 6500.918
- Rodrigo: “Fantasía para un gentilhombre”. Giuliani: Introduction, Theme with Variations and Polonaise, op. 65 (Pepe Romero, ASMF, Neville Marriner) Recorded 1975 Philips LP 9500 042
- Famous Guitar Music including Tárrega: "Recuerdos de la Alhambra"/Albéniz: "Asturias"/Villa Lobos/Lauro/Sagreras/Sor. Pepe Romero Recorded 1976 Philips LP 9500 295
- The Romeros Play Classical Music for Four Guitars Recorded 1976 Philips LP 9500 296
- Giuliani Guitar Concertos Op.36 & Op.70 (Pepe Romero, ASMF, Neville Marriner) Recorded 1976 Philips LP 9500 320
- Giuliani: Guitar Concertos, Op.30, Op.36, Op.70, Op.65 (Pepe Romero, ASMF, Neville Marriner) Re-release as box set Philips LP (set of 2) 6770 012
- Giuliani Complete Guitar Concertos; Gran Sonata eroica and other solo works (Pepe Romero, ASMF, N. Marriner) Re-release on CD Philips CD (set of 2) 454 262-2
- Works for Guitar from Renaissance to Baroque Sanz, Milán, Mudarra, Narváez, Pisador, Valderrábano. (Pepe Romero) Recorded 1976 Philips LP 9500 351
- Works for two Guitars: Diabelli, Giuliani, Carulli. (Pepe and Celedonio Romero) Recorded 1976 Philips LP 9500 352
- Giuliani: Handel Variations, op.107, Gran Sonata Eroica, etc. (Pepe Romero) Recorded 1977 Philips LP 9500 513
- Flamenco (Pepe Romero) Recorded 1977 Philips LP 9500 512
- Los Romeros: Telemann/Bach/D. Scarlatti/Loeillet/Dowland Recorded 1977 Philips LP 9500 536
- Rodrigo: Concierto de Aranjuez, Concierto Andaluz. (ASMF, N. Marriner) Recorded 1978 Philips LP 9500 563
- Rodrigo: Concierto Madrigal, Concierto Andaluz. (ASMF, N. Marriner) Re-release on CD Philips CD 400 024-2
- Rodrigo: Conciertos Aranjuez, Madrigal, Andaluz, Para una fiesta, Fantasía para un gentilhombre. (ASMF, N. Marriner) Re-release as CD box set Philips CD (set of 3) 412 170-1
- Rodrigo: Concierto de Aranjuez; Fantasía para un gentilhombre; Concierto Madrigal. (ASMF, N. Marriner) Re-release on CD Philips CD 432-828-2
- Rodrigo Conciertos: Aranjuez, Madrigal, Andaluz, Para una fiesta, Fantasía para un gentilhombre, and works for guitar solo (ASMF, N. Marriner) Re-release as CD box set Philips CD (set of 3) 432 581-2
- Rodrigo: Complete Concertos for Guitar and Harp Re-release on CD Philips CD (set of 2) 462 296-2
- Sor: Guitar Sonatas/Gitarrensonaten Op.22 & 25 (Pepe Romero) Recorded 1978 Philips LP 9500 586
- Boccherini: Guitar Quintets Nos. 4,5 & 6 (ASMF Chamber Ensemble) Recorded 1978 Philips LP Philips CD 9500 621 420 385-2
- Torroba: Concierto Ibérico - Los Romeros: Diálogos – Pepe Romero First recording Recorded 1979 Philips LP 9500 749
- Boccherini Guitar Quintets Nos. 3 & 9, “La ritirata di Madrid” (Pepe Romero, ASMF Chamber Ensemble) Recorded 1979 Philips LP Philips CD 9500 789 426 092-2
- Boccherini Guitar Quintets Nos. 1,2 & 7 (Pepe Romero, ASMF Chamber Ensemble) Recorded 1980 Philips LP 9500 985
- Boccherini: The Guitar Quintets (Pepe Romero, ASMF Chamber Ensemble) Re-release box set Philips LP (set of 3) 6768 268
- Boccherini: The Guitar Quintets including “La ritirata di Madrid” & “Fandango” (Pepe Romero, ASMF Chamber Ensemble) Re-release as CD box set Philips CD  (set of 2) 438 769-2
- Joaquín Rodrigo/Pepe Romero guitar (solo works) Recorded 1980 Philips LP 9500 915
- Bach: Partita BWV 1004 & Suite BWV 1009  (Pepe Romero) Recorded 1981 Philips LP Philips CD 6514 183 411 451-2
- Famous Spanish Dances-Albéniz, Falla, Granados:.(Pepe & Celin Romero) Recorded 1981 Philips LP Philips CD 6514.182 411 432-2
- Carulli 2 Sonatas: Diabelli Sonata Op. 68, Grande Sonate brilliante Op. 102 (Pepe Romero, Wilhelm Hellweg, forte piano) Recorded 1982 Philips LP 410 396-1
- Jeux Interdits, Recuerdos de la Alhambra, Asturias. (Pepe Romero) Recorded 1982 Philips LP Philips CD 6514 381 411 033-2
- Rodrigo: “Concierto para una fiesta” Romero/Torroba: “Concierto de Málaga” (Pepe Romero, ASMF, N. Marriner) Recorded 1983 Philips LP-CD 411 133-1 411 133-2
- Vivaldi Guitar Concertos (Los Romeros, ASMF, Iona Brown) Recorded 1984 Philips LP Philips CD 412 624-1 412 624-2
- Bizet Carmen Suite - Falla Dances, Moreno Torroba Sonata (Los Romeros) Recorded 1984 Philips LP Philips CD 412 609-1 412 609-2
- Villa-Lobos, Castelnuovo-Tedesco Guitar Concertos. Rodrigo: “Sones en la Giralda” (Pepe Romero, ASMF, N. Marriner) Recorded 1985 Philips LP Philips CD 416 357-1 416 357-2
- Albéniz/Tárrega/Moreno Torroba/Romero. (Pepe Romero) Recorded 1985 Philips LP Philips CD 416 384-1 416 384-2
- Villa-Lobos: Five Preludes, Etude No.1, Suite populaire brésilienne. (Pepe Romero) Recorded 1987 Philips LP Philips CD 420 245-1 420 245-2
- Pepe Romero: Flamenco. Chano Lobato, Maria Magdalena. (Paco Romero) Recorded 1987 Philips CD 422 069-2
- Carulli, Molino: Guitar Concertos. Mozart: Adagio KV 261, Rondo KV 373 (Pepe Romero, ASMF, Iona Brown) Recorded 1989 Philips CD 426 263-2
- La Paloma: Spanish and Latin American Favorites. (Pepe Romero) Recorded 1990 Philips CD 432 102-2
- Vivaldi Guitar Concertos. (I Musici, Pepe Romero, Massimo Paris) Recorded 1991 Philips CD 434 082-2
- Rodrigo: Concierto de Aranjuez. Fantasía de un gentilhombre, Cançoneta, Invocación y danza, Trois petites piéces (ASMF, N. Marriner, Agustín Leon Ara)(recorded 1992) (released also as Laser CD-Video disc and VHS cassette in “Shadows and Light: Rodrigo at 90”, a film by Larry Weinstein and Rhombus Media) Recorded 1992 Philips CD Laser CD NTSC/VHS 438 016-2 070 263-1 070 263-3
- Noches de España: Romantic Guitar Classics. World premiere recording Sor Fantasie Pepe Romero Recorded 1993 Philips CD 442 150-2
- Los Romeros: Spanish Guitar Favorites (Celedonio, Celin, Pepe, Celino Romero) Recorded 1993 Philips CD 442 781-2
- Opera Fantasy for Guitar. (Pepe Romero) Recorded 1995 Philips CD 446 090-2
- Songs My Father Taught Me. (Pepe Romero) Recorded 1998 Philips CD 456 585-2
- Boccherini: Quintetti con chitarra n.2,6,7,4 (Pepe Romero, Quartetto Stadivari) Recorded 1998 UNICEF DC-U31
- The Romeros: Generations. Recorded 2000 CPA Hollywood Records
- Homenaje a Joaquín Rodrigo. (Los Romero, Orquesta Sinfónica de RTVE) Recorded 1997, directo en la Alhambra RTVE 65136 OSyC-022
- Homenatge a Montsalvatge. Metamorfosi de concert. (Pepe Romero, Orquesta de Cadaqués, Gianandrea Noseda) Recorded 2002 Tritó TD 0010
- Chihara: Guitar Concerto. (Pepe Romero, London Symphony, N. Marriner) Recorded 2004 Albany Records TROY724
- Giuliani Guitar Concert No.1. Rodrigo Concierto Madrigal Re-release 2004 on super audio CD PentaTone PTC 5186 141
- The Art of Pepe Romero. Re-release 2005-2 CD set Philips 475 6360
- The Rodrigo Collection. Re-release 2005 - CD/DVD including “Shadows and Light” film Philips 475 6545
- Corazón Español. (Pepe Romero) Recorded 2003 CPA Hollywood Records
- Classic Romero. (Pepe Romero) Recorded 2005 CPA Hollywood Records
- Guitarrenmusik: Bach, Sor. (Pepe Romero) Re-release on CD Philips Classics Eloquence Label 470 363-2
- Recuerdos de la Alhambra: Spanishe Gitarrenmusik. (Pepe Romero, Los Romeros) Re-release on CD Philips Classics Eloquence Label 473 746-2
- Aita Madina: Concierto vasco para 4 guitarras y orquesta. (Euskadiko Orkestra Sinfonikoa, Los Romero, Mandeal) Recorded 2005 Claves CD 50-2517/18
- Palomo: Andalusian Nocturnes, Spanish Songs. (Pepe Romero, María Bayo, Seville Royal Symphony Orchestra, Rafael Frühbeck de Burgos) Recorded 2000 Naxos 8557135
- Los Romeros: Golden Jubilee. Celebration 50th Anniversary re-release DECCA 478 0192
- Los Romeros: Celebration. Recorded 2008 Sony (RCA RED SEAL) 88697458272